# Anne Casimir Pyrame de Candolle
Anne Casimir Pyrame de Candolle (Ginebra, 20 de febrero de 1836-Chêne-Bougeries, cantón de Ginebra; 3 de octubre de 1918) fue un botánico suizo, hijo de Alphonse Pyrame de Candolle y nieto del también botánico Augustin Pyrame de Candolle
Continuó los trabajos científicos botánicos de su padre, manteniendo una dinastía de botánicos que se prolongaría por buena parte del siglo XIX y del siglo XX. Trabajó extensamente en la obra Monographiae phanerogamarum, comenzada por su padre.
- La abreviatura «C.DC.» se emplea para indicar a Anne Casimir Pyrame de Candolle como autoridad en la descripción y clasificación científica de los vegetales.[2]